# Bomis
Bomis foi uma companhia ponto com fundada em 1996 e inativa desde 2007. O seu negócio principal era a venda de publicidade no portal de pesquisa Bomis.com. Foi fundada por Jimmy Wales e Tim Shell e fornecia suporte para os projetos de enciclopédia livre Nupedia e Wikipédia. Desde 2006, Tim Shell é o Director Executivo da Bomis.
No site Bomis.com, Bomis cria e hospeda webrings, em torno de termos de busca populares.
Além disso, Bomis hospeda uma cópia do portal de busca Open Directory Project. O lucro a partir de páginas relacionadas com a busca é gerado por anúncios e parcerias.
As ligações são atualmente categorizadas amplamente como "Gatas", "Entretenimento", "Esportes", "Adulto", "Outros" e "Ficção Científica". As categorias mais frequentemente atualizadas são as: "Adulto", "Gatas" e "Entretenimento", e são também as mais populares. Em adição, o Bomis hospeda uma copia do diretório de busca do Open Directory Project. A renda das páginas de busca é gerada através de propaganda e marketing afiliativo.

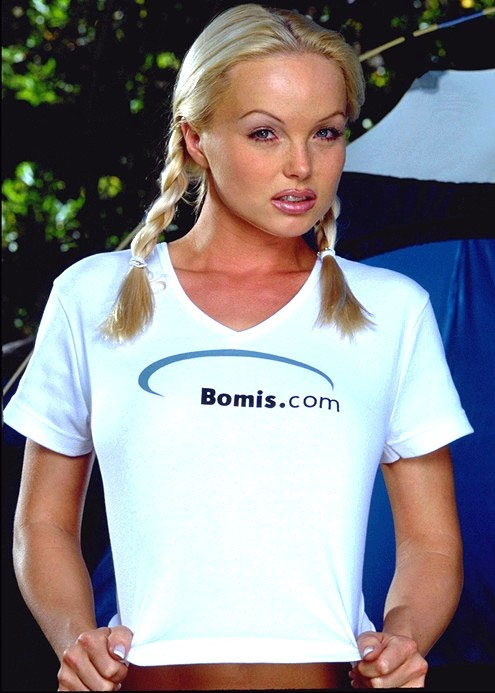
Sylvia Saint com uma camiseta da Bomis

Bomis também rodava um website chamado "Bomis Premium" até 2005, oferecendo aos clientes acesso a fotos eróticas com 403 modelos diferentes (um total de 54658 fotos) e videos de modelos em todos os estágios de poses sugestivas e roupas.
Até meados de 2005, o Bomis também possuía o "Bomis Babe Report", um blog publicando notícias e resenhas sobre celebridades e modelos na indústria do entretenimento adulto. O Babe Report proeminentemente linkado ao "Boomis Premium", e frequentemente colocando novidades sobre as novas modelos se unindo a Bomis. o Bomis também operou nekkid.info, um repositório gratis de fotos eróticas pré-selecionadas e continua a armazenar o "The Babe Engine", que indexa fotos de fotografias com glamour até pornografia.
Em adição para sua pornografia e suas propriedades de busca, Bomis também provisionou websites que apoiavam visões políticas objetivistas ou liberais, incluindo o "Freedom's Nest", uma database de livros e motes, e o "We the Living", uma grande comunidade objetivista cujo site agora está fora do ar.

## Papel na criação da Nupedia e da Wikipedia
No ano de 2005, Bomis era mais conhecida por ter dado suporte para a criação de conteúdo enciclopédico grátis na internet, a Nupedia e a Wikipédia.  Wales começou a Nupedia em 2000, e Larry Sanger foi contratado para gerenciar e editar este projeto. Um ano de desenvolvimento da Nupedia, uma wiki foi instalada como uma forma para solicitar novos rascunhos para a Nupedia; chamada Wikipedia.  Enquanto originalmente programada para ser um projeto de alimentação para a Nupedia, a Wikipédia - cujas barreiras de contribuição são bem menores - rapidamente venceu seu parente em tamanho e atenção.
Por um tempo, o Bomis forneceu o servidor e o bandwidth para estes projetos, pagando Sanger por seu papel no projeto de "editor-chefe" (até ele sair do projeto em 2002), e possuía muitos itens chaves, como os nomes de domínio associados. Entretanto, com os custos e a popularidade da Wikipedia crescendo, uma relutância geral para mostrar propaganda no site - junto do desejo de refletir o espírito da abertura e neutralidade central para a Wikipedia - foi sugerido um novo modelo alternativo de posse.
Ver artigo completo: História da Wikipedia
A Wikimedia Foundation foi formalmente anunciada em 20 de junho de 2003, e todos os assuntos relacionados (tanto em termos de propriedade intelectual quanto de hardware de computador) foram transferidos ou doados para esta organização sem fins lucrativos. (Veja: Leis da fundação da Wikipedia (Arquivo em PDF)). Larry Sanger já havia saído do projeto nesta época, mas Jimmy Wales continua com um papel chave na direção do projeto, junto com usuários eleitos pela comunidade da Wikipedia. A fundação agora mantém a operação da Wikipedia (e seus projetos irmãos) primariamente por doações de seus leitores. Tim Shell, o CEO da Bomis é secretário executivo do conselho de confiança da Wikimedia Foundation.